# Front de la liberté (Afrique du Sud)
Le Front de la liberté plus (en anglais : Freedom Front Plus, ou en afrikaans : Vryheidsfront Plus)  est un parti politique d'Afrique du Sud créé en 1994 par le général Constand Viljoen lors des premières élections multiraciales. 
De mai 2009 à mai 2014, le Front de la liberté (FF+) a été représenté au sein du gouvernement sud-africain, dirigé par Jacob Zuma (ANC), avec la présence de Pieter Mulder en tant que vice-ministre de l'agriculture et des forêts. Depuis le 30 juin 2024, le FF+ est représenté au sein du gouvernement d'union nationale de Cyril Ramaphosa par Pieter Groenewald, en tant que ministre des services correctionnels. 
Depuis les élections générales sud-africaines de 2024, le parti dispose de 6 députés à l'Assemblée nationale.

## Historique

Ancien emblème du FF avant la fusion avec le parti conservateur.

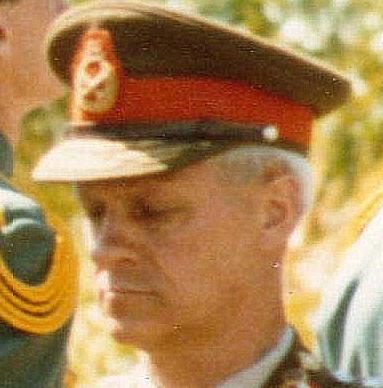
Constand Viljoen, le fondateur du parti

En 1994, le Parti conservateur et les mouvements d'extrême-droite refusaient de participer aux 1res élections multiraciales et optaient pour l'abstention, refusant de cautionner la perte de pouvoir de la minorité afrikaner. 
Opposé à cette prise de position, Constand Viljoen, ancien chef des Forces de défense et chef charismatique de l'éphémère Alliance des libertés, rompait avec les conservateurs et optait pour la participation électorale afin d'éviter la marginalisation des partisans du Volkstaat. Il justifiait sa démarche dans le cadre des négociations directement entrepris avec Nelson Mandela sur la création d'une patrie afrikaner distincte.
En invitant alors ses partisans à faire valoir leur cause séparatiste par la voie constitutionnelle, Constand Viljoen, qui avait de nombreux partisans dans les milieux militaires, neutralisait la menace en provenance de la droite et gagnait ses gages de respectabilité auprès des dirigeants de l'ANC. 
C'est dans ces circonstances qu'il fonde le Front de la liberté, le 1er mars 1994 et qu'il l'enregistre devant la commission électorale le 4 mars 1994. Le front de la liberté devient alors le seul parti politique issu de l'« extrême droite » sud-africaine à accepter le principe des élections multiraciales et le renoncement à toute violence.
Le Front de la liberté obtient 2,2 % des voix (425 000 voix) et 9 députés aux élections générales du 27 avril 1994, reprenant une part importante de l'électorat afrikaner.
Représentation modérée et parlementaire des afrikaners les plus radicaux, il devient le seul parti blanc authentiquement communautaire du parlement. À la suite de la marginalisation des autres formations extrémistes, le FF vampirise tout son espace politique et récupère bon nombre de cadres du Parti conservateur en pleine déliquescence. Défendant le principe d'une dixième province de culture afrikaans au sein de la nouvelle Afrique du Sud, le FF est devenu un interlocuteur reconnu du Congrès national africain sur la faisabilité du projet. 
Ramené à 0,8 % des suffrages (127 000 voix) et 3 députés aux élections générales de 1999, le parti progresse aux élections de 2004 à 0,89 % (soit 139 465 voix) et 4 députés.
En 2001, Constand Viljoen se retire de la vie politique et laisse le parti à Pieter Mulder qui entreprend une réorganisation interne. Celle-ci aboutit à l'absorption des restes du parti conservateur et du petit « Afrikaner Eenheids Beweging ». Le FF est alors rebaptisé front de la liberté plus (FF+). Il ne connaît alors plus de concurrence à sa droite, hormis le Parti national reconstitué (HNP). 
Le FF+ détient de nombreux conseillers municipaux. En 2004, il a remporté spectaculairement un siège à Bloemfontein aux dépens de l'Alliance démocratique. 
Lors des élections municipales de 2006, il réalise ses meilleurs scores à Naboomspruit (15 %), Pretoria ville (8,84 %)  ainsi qu'à Orania au Cap-Nord, dont il garde la mairie. Assez curieusement, il remporte 800 voix dans le township noir de Soweto ainsi que 6 % de suffrages à Olievenhoutbosch, une banlieue noire de Pretoria. Il obtient aussi des votes à Eersterust et Mamelodi. Le FF+ fait alors partie de la coalition municipale qui dirige Le Cap où l'un de ses élus devient le porte-parole de la métropole du Cap. 
En septembre 2007, l'alliance fédérale de Louis Luyt se dissout à son tour en se ralliant au FF+.
Lors des élections municipales de 2016, le FF+ présente, pour la première fois, des candidats coloureds non seulement dans la province du Cap-Nord mais aussi dans la métropole du Cap (notamment dans les circonscriptions de Bonteheuwel, Parow et Athlone) et à Johannesbourg. 
Pour les élections générales sud-africaines de 2019, l'ancien maire de la ville du Cap, Peter Marais, s'allie au FF+ et en devient le candidat pour le poste de premier ministre du Cap-Occidental. Au soir du résultat en mai 2019, le FF+ devient le 5e parti d'Afrique du Sud en remportant 2,18% des suffrages, augmentant sa représentation parlementaire national de 4 à 10 députés et en obtenant au moins un élu dans 8 des 9 provinces du pays. Il s'agit alors de son meilleur score électoral en % depuis la création du parti. Son relatif succès et le doublement de sa représentation parlementaire au niveau national doit beaucoup à sa progression dans les provinces du Nord-Ouest, du Gauteng et de l'État libre. Le FF+ s'impose dans le bureau de vote d'Orania (79,4%) mais aussi dans plusieurs bureaux de vote d'autres municipalités comme celles de Joe Morolong (De Dwaal, Sutton Farm) ou dans 2 des 177 bureaux de vote de Pretoria (Boshkop primary school, Rayton community hall). Ce résultat est interprété comme la conséquence d'un afflux d'électeurs blancs, surtout afrikaners, de l'Alliance démocratique et de la percée, relative, du FF + dans l'électorat coloured, issus de la DA mais aussi de l'ANC, en particulier dans les régions rurales du Cap-Occidental et du Cap septentrional.

## Positionnement politique

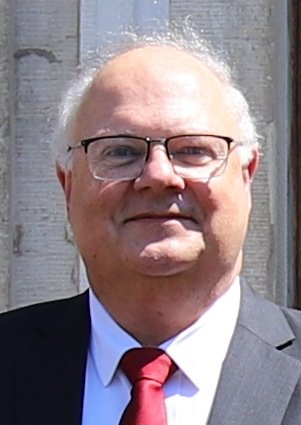
Corné Mulder, chef du FF+ depuis février 2025 et doyen des parlementaires sud-africains (élu depuis 1988)

Depuis sa fondation en mars 1994, le FF rejette toute violence politique et s'inscrit dans la tradition du parlementarisme et de la démocratie ce qui l'a éloigné de l'extrême droite. Un des seuls partis à se réclamer de droite sur l'échiquier politique sud-africain, le FF+ incarne au sein de l'Assemblée nationale d'Afrique du Sud aussi bien la voix des « pauvres blancs » (poor whites) que celle des Afrikaners inquiets sur l'avenir de leur communauté au sein de la nouvelle Afrique du Sud.
En 1994, l'objectif principal du front de la liberté est de soutenir l'établissement d'un Volkstaat, un état ou une province à dominante afrikaans, jouissant d’une grande autonomie communautaire, notamment culturelle. Progressivement, Viljoen et ses partisans ont reconnu la futilité de leur projet d'état distinct et préféré défendre l'idée d'un « conseil culturel », représenté au sénat et possédant le pouvoir de protéger les questions présentant de l'importance pour les minorités ethniques, en particulier les Afrikaners.
En mai 2008, le FF+ réussit un coup d'éclat en parvenant à faire intégrer les Afrikaners, en tant que minorité nationale, au sein de l'Organisation des nations et des peuples non représentés (UNPO), siégeant à Bruxelles. L'objet de l'UNPO est la lutte pour les droits des minorités par le biais du lobbying auprès des Nations unies et de l'Union européenne. Les Afrikaners siègent dans cette organisation aux côtés de 70 autres minorités nationales dont les Aborigènes d'Australie, les Maasaï du Kenya et de Tanzanie ainsi que les Tibétains.
Depuis 2016, le FF+ s'est redéfini comme un parti représentatif des minorités et plus seulement celui des blancs de langue afrikaans. Il forme ainsi un 
partenariat avec le Bruin Bemagtigingsbeweging (Mouvement pour l'autonomisation des personnes coloureds) de Peter Marais qui devient le candidat tête de liste du FF+ dans la province du Cap-Occidental lors des élections nationales de mai 2019. Dans le manifeste électoral du FF+, présenté pour cette élection, le parti propose une décentralisation du pouvoir vers les communautés, la création d'un conseil afrikaner pour représenter les locuteurs afrikaans géographiquement dispersés dans le pays, se présente en défenseur des valeurs chrétiennes et s'oppose aux politiques de discriminations positives et à l'expropriation sans compensation des terres.

## Chefs du parti
| No. | Chef de parti                | Portrait | Début de mandat  | Fin de mandat    |
| --- | ---------------------------- | -------- | ---------------- | ---------------- |
| 1   | Constand Viljoen (1933–2020) |          | 1er mars 1994    | 26 Juin 2001     |
| 2   | Pieter Mulder (né en 1951)   |          | 26 Juin 2001     | 12 Novembre 2016 |
| 3   | Pieter Groenewald (né 1955)  |          | 12 Novembre 2016 | 22 Février 2025  |
| 4   | Corné Mulder (né en 1958)    |          | 22 Février 2025  | -                |

## Résultats électoraux

Résultats des Élections générales sud-africaines de 2019 par bureau électoral. Ceux où le FF+ est arrivé en tête sont en orange

### Résultats électoraux nationaux
| Année | Voix    | %    | Sièges   |
| ----- | ------- | ---- | -------- |
| 1994  | 424 555 | 2,17 | 9 / 400  |
| 1999  | 127 217 | 0,80 | 3 / 400  |
| 2004  | 139 465 | 0,89 | 4 / 400  |
| 2009  | 146 796 | 0,83 | 4 / 400  |
| 2014  | 165 715 | 0,90 | 4 / 400  |
| 2019  | 414 864 | 2,38 | 10 / 400 |
| 2024  | 236 603 | 1,49 | 6 / 400  |

## Représentation parlementaire
| Session 2019-2024              | Députés |
| ------------------------------ | --- |
| Assemblée nationale            | Pieter Groenewald Corné Mulder Wouters Wessels Tammy Wessels Michal Groenewald Jaco Mulder Wynand Boshoff Phillip van Staden Piet Mey Heloise Jordaan. |
| Conseil national des provinces | Fanie du Toit Armand Cloete |
| Cap-du-Nord                    | Danie Coetzee |
| Cap-Occidental                 | Peter Marais (apparenté) |
| Cap-Oriental                   | Theo Coetzee |
| Gauteng                        | Anton Alberts Amanda de Lange Kobus Hoffman. |
| Nord-Ouest                     | De Wet Nel Erns Kleynhans |
| État Libre                     | Devar Smit |
| Limpopo                        | Marcelle Maritz |
| Mpumalanga                     | Werner Weber |

| Session 2024-2029              | Députés                                                                                        |
| ------------------------------ | ---------------------------------------------------------------------------------------------- |
| Assemblée nationale            | Pieter Groenewald Corné Mulder Wouters Wessels Wynand Boshoff Phillip van Staden Helen Denner. |
| Conseil national des provinces | Tammy Breedt (Cap-du-Nord) Kobus van den Berg (Etat Libre)                                     |
| Cap-du-Nord                    | Theo Joubert                                                                                   |
| Cap-Occidental                 | Grant Marais                                                                                   |
| Cap-Oriental                   | Piet Mey                                                                                       |
| Gauteng                        | Anton Alberts Jaco Mulder                                                                      |
| Nord-Ouest                     | Michal Groenewald                                                                              |
| État Libre                     | Armand Cloete                                                                                  |
| Limpopo                        | André Moss                                                                                     |
| Mpumalanga                     | Werner Weber                                                                                   |

## Élections municipales
Si le FF+ gouverne la ville d'Orania, il ne dirige aucune municipalité sud-africaine à l'exception, depuis 2024, d'Oudtshoorn (et brièvement de Theewaterskloof), dans le cadre d'une coalition avec l'ANC. Il est aussi membre de plusieurs coalitions municipales menées par l'Alliance démocratique (DA) et à ce titre présent dans plusieurs exécutifs locaux.
À la suite des élections municipales sud-africaines de 2016, le FF+ s'est ainsi retrouvé en position de faiseur de rois à Hessequa ou de force d'appoint envisageable pour l'Alliance démocratique et le congrès national africain. Approché par les deux partis, il a finalement passé un accord national global avec l'Alliance démocratique, lui permettant de participer à des gouvernements locaux comme à Pretoria et Hessequa, ou de participer aux nouvelles majorités municipales à Mogale City, Johannesbourg, Metsimaholo, Mookgophong/Modimolle ou encore à Thabazimbi  ,,.
Lors des élections municipales de 2021, avec 220 sièges obtenus, il renforce le nombre de ses conseillers municipaux et participe à des coalitions multipartites permettant à l'Alliance démocratique de remporter ou conserver, entre autres, les municipalités de Johannesbourg, Tshwane, Ekurhuleni, Mogale City, Dr Beyers Naudé, Breede Valley, Cape Agulhas (municipalité), Thabazimbi ou Mookgophong/Modimolle.